# Micro Transport Protocol
Pour les articles homonymes, voir MTP.
Micro Transport Protocol, ou µTP, est une variante du protocole de partage de fichiers en pair-à-pair BitTorrent basée sur UDP au lieu de TCP.

## Adoption
µTP est implémenté dans plusieurs clients BitTorrent dont µTorrent, Vuze, KTorrent, qBittorrent et Transmission.